# 大萼兔耳草
大萼兔耳草（学名：Lagotis clarkei）为玄参科兔耳草属下的一个种。

## 扩展阅读
- 維基物種上的相關：大萼兔耳草